# Un altro ferragosto
Un altro ferragosto è un film italiano del 2024 diretto da Paolo Virzì.
La pellicola funge da sequel del film Ferie d'agosto del 1996.

## Trama
Ventotto anni dopo la loro estate insieme, i Molino e i Mazzalupi tornano a Ventotene per motivi diversi. Sandro è ormai morente e il figlio ventiseienne Altiero, imprenditore digitale sposato con un fotomodello, decide di invitare gli amici del padre a trascorrere un'ultima estate tutti insieme. Ma negli stessi giorni la cittadina ospita anche le nozze di Sabry Mazzalupi, diventata celebrità del web, che portano a Ventotene non solo la famiglia della donna, ma anche giornalisti, curiosi e arrampicatori sociali.

## Produzione
Il film, diretto da Paolo Virzì e scritto dallo stesso con Francesco Bruni e Carlo Virzì è stato prodotto da Lotus Production, Leone Film Group, Tenderstories e Rai Cinema.
Le riprese si sono svolte a Ventotene tra il 25 aprile e il 21 giugno 2023. Gran parte del cast del film originale è tornata a ricoprire i rispettivi ruoli.

## Promozione
Il primo trailer è stato diffuso il 12 febbraio 2024.

## Distribuzione
Il film è distribuito nelle sale cinematografiche italiane dal 7 marzo 2024 da 01 Distribution.
La prima visione del film in tv è andata in onda Sabato 12 luglio 2025 su Rai 3 alle 21:25; prima e dopo la messa in onda del film è stata mandata in onda una clip dove il regista Paolo Virzì analizza il film insieme alla giornalista Maria Latella.

## Accoglienza

### Incassi
Il film ha incassato 1771267 € con 265217 presenze.

### Critica
Le recensioni sono state generalmente positive dalla critica cinematografica. Il critico cinematografico Simone Emiliani su Sentieri Selvaggi descrive il film come «un melodramma e un’impietosa radiografia dell’Italia di oggi mascherati da commedia di costume che mescola con intensità illusoria gioia e amarezza».

## Riconoscimenti
- 2024 – Nastro d'argento[17]
  - Candidatura per il miglior film commedia
  - Candidatura per il miglior attore in un film commedia a Andrea Carpenzano
  - Candidatura per la miglior attrice in un film commedia a Sabrina Ferilli
- 2024 – Ciak d'oro[18]
  - Candidatura per il miglior film commedia
  - Candidatura per il miglior attore protagonista a Silvio Orlando